# Amauroderma conicum
Amauroderma conicum är en svampart som först beskrevs av Lloyd, och fick sitt nu gällande namn av Leif Ryvarden 1990. Amauroderma conicum ingår i släktet Amauroderma och familjen Ganodermataceae.   Inga underarter finns listade i Catalogue of Life.